# Cartouche

Cartouche

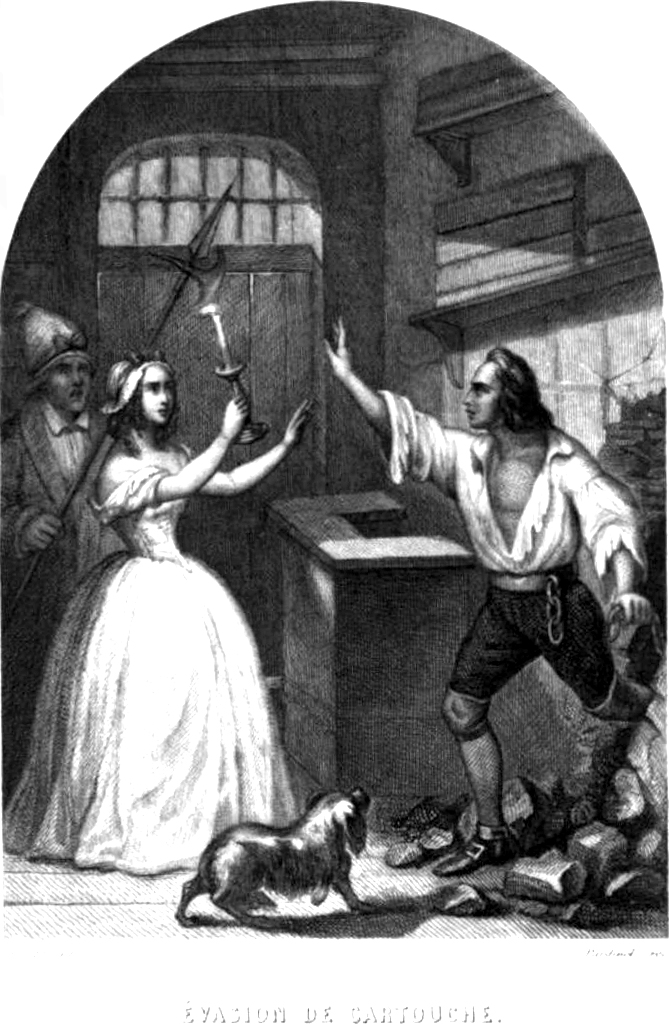
Die Flucht Cartouches

Louis Dominique Garthausen, besser bekannt als Cartouche (auch Louis Dominique Bourguignon; * 1693 in Paris; † 28. November 1721 ebenda, gerädert), war ein französischer Räuber, Mörder und Bandenchef.

## Leben
Cartouche war der Sohn eines Weinhändlers (der Brockhaus von 1837 spricht vom Sohn eines redlichen Handwerkers) im Pariser Quartier de la Courtille. Schon in der Schule fiel er durch Diebstähle auf und so jagte sein Vater ihn im Alter von zwölf Jahren bereits davon. Er schloss sich zunächst einer Gruppe Abenteurer, einige Jahre später einer Räuberbande in der Normandie an. Diese wählte ihn wegen seiner erfolgreich durchgeführten Taten bald zum Anführer. Wieder in Paris war er eine Zeitlang für den Polizeileutnant d’Argenson (Chef der Pariser Polizei) als Spitzel tätig und ging dann zur Armee. Nach seiner Rückkehr gründete er die Räuberbande, die so lange in und um Paris ihr Unwesen trieb, bis Cartouche (laut Sanson) am 15. Oktober 1721 in einer Schänke gefangen genommen wurde. Die Angaben zu den Daten der Verhaftung sind in den verschiedenen Quellen teils widersprüchlich. Laut Gilles Henry (Cartouche le Brigand de la Régence) wurde er am 4. Januar 1721 von seinem Genossen Gruthus verraten. Auf Cartouches Ergreifung hatte der Magistrat eine hohe Belohnung ausgesetzt.
Cartouche war bei der Pariser Bevölkerung und auch beim Adel durchaus populär, nicht zuletzt, weil seine Streiche oft von einem gewissen Witz zeugten. Henri Sanson schreibt in seinen Tagebüchern der Henker von Paris (Seite 175 ff.), in denen Cartouche ein ganzes Kapitel gewidmet ist:

„der hervorspringende Zug in allen Unternehmungen Cartouches war der geistreiche Scherz, der sie fast immer begleitete. Der Dieb begnügte sich nicht damit, seine Opfer zu berauben, sondern zog sie noch soviel als möglich auf. Das war auch ein Geheimnis seines großen Rufes; er begriff recht gut, daß ihm viel verziehen werden würde, wenn er die, denen er Furcht machte, auch amüsierte.“

## Verurteilung und Tod
Ein Fluchtversuch, bei dem die Mauer des Gefängnisses bereits durchbrochen war, wurde in letzter Minute vereitelt und so brachte man Cartouche in die Conciergerie. Am 26. November wurde er samt vieren seiner Kumpane dazu verurteilt, gerädert zu werden, nachdem er die gewöhnliche und außergewöhnliche peinliche Befragung bestanden hatte. Diese fand am Morgen des 27. November statt. Dazu schrieb Charles Henri Sanson:

„Am Morgen des 27. erlitt Cartouche die Tortur. Ein Bruchschaden, den die Ärzte bei ihm feststellten, ersparte ihm die Tortur des Wippens; die der Spanischen Stiefel dagegen durchlitt er bis zum achten (Keil) mit außerordentlicher Festigkeit und Ruhe; er weigerte sich, irgendein Geständnis zu machen.“

Die Nachricht von der bevorstehenden Hinrichtung hatte sich in Windeseile in der Stadt verbreitet. Die Place de Grève und die angrenzenden Straßen waren voller Menschen. Um vier Uhr nachmittags sollte der Scharfrichter Cartouche zur Richtstätte führen. Während des Transports bemerkte dieser, dass er offenbar der Einzige war, der zur Hinrichtung gebracht wurde. Der Henker erklärte ihm auf seine Nachfrage, es gebe keine weiteren Delinquenten, er sei allein. Cartouche schloss daraus mit den Worten „Die Verräter!“, dass seine Kumpane ihn verraten haben mussten, um sich eine mildere Strafe zu sichern. Daraufhin rief er den Gerichtssekretär zu sich und sagte ihm, er habe noch Geständnisse zu machen. Man brachte ihn zum Rathaus, wo er gegenüber einigen noch anwesenden Herren vom Parlament aussagte. Dabei gestand er nur die Verbrechen, die ihm ohnedies unzweifelhaft nachgewiesen waren, belastete jedoch einen Mittäter, nämlich Pierre-François-Gruthus Duchatelet, von dem er sich verraten fühlte, und nannte auch noch einige Hehler.
Am folgenden Tag übergab man ihn erneut dem Scharfrichter. Ein Retentum, das man ihm gewährt hatte, war dem Henker versehentlich nicht rechtzeitig ausgehändigt worden, so dass der Delinquent das eigentliche Rädern bis zum bitteren Ende erdulden musste. Anschließend wurde er, wie damals üblich, aufs Rad geflochten und überlebte auch diese Tortur noch um zwanzig Minuten.
Vier Tage nach dieser Hinrichtung folgten ihm weitere Spießgesellen auf dem Weg zum Schafott. Auch sie hofften, ihr Leben durch zusätzliche Aussagen zu verlängern. Dadurch zog sich der Prozess noch ein weiteres Jahr hin und endete mit weiteren Verurteilungen und Hinrichtungen.

## Film
- Cartouche, der Bandit. F/I 1962; Regie: Philippe de Broca; Darsteller: Jean-Paul Belmondo, Claudia Cardinale, Jean Rochefort, Odile Versois

| Personendaten    | Personendaten                                  |
| ---------------- | ---------------------------------------------- |
| NAME             | Cartouche                                      |
| ALTERNATIVNAMEN  | Bourguignon, Louis Dominique (wirklicher Name) |
| KURZBESCHREIBUNG | französischer Verbrecher                       |
| GEBURTSDATUM     | 1693                                           |
| GEBURTSORT       | Paris                                          |
| STERBEDATUM      | 28. November 1721                              |
| STERBEORT        | Paris                                          |